# Округ Макормик (Јужна Каролина)
Округ Макормик (енгл. McCormick County) је округ у америчкој савезној држави Јужна Каролина. По попису из 2010. године број становника је 10.233.

## Демографија
Према попису становништва из 2010. у округу је живело 10.233 становника, што је 275 (2,8%) становника више него 2000. године.
| Група             | 2000.         | 2010.         |
| Белци             | 4.426 (44,4%) | 4.941 (48,3%) |
| Афроамериканци    | 5.365 (53,9%) | 5.083 (49,7%) |
| Азијати           | 29 (0,3%)     | 34 (0,3%)     |
| Хиспаноамериканци | 86 (0,9%)     | 81 (0,8%)     |
| Укупно            | 9.958         | 10.233        |